# Die Harald Schmidt Show
Die Harald-Schmidt-Show war eine deutsche Late-Night-Show, die von Harald Schmidt moderiert wurde. Sie wurde in den Jahren 1995 bis 2003 und 2011 bis 2012 auf Sat.1 sowie 2012 bis 2014 auf Sky ausgestrahlt. Zwischen 2004 und 2007 sowie von 2009 bis 2011 wurde die Sendung in einer jeweils überarbeiteten Fassung unter dem Titel Harald Schmidt im Ersten ausgestrahlt. Im dazwischenliegenden Zeitraum war sie durch Schmidt & Pocher ersetzt worden. Die letzte Ausgabe wurde am 13. März 2014 gesendet.

## Geschichte

### 1995–2003

#### Produktion
Die täglich von Dienstag bis Freitag gegen 23:15 Uhr gesendete Show wurde am 5. Dezember 1995 erstmals ausgestrahlt und von 1,96 Millionen Zuschauern (13,9 % Marktanteil) gesehen. In der Anfangszeit gab es auch eine Sendung am Samstag, die komplett live produziert wurde, statt wie sonst im Live-On-Tape-Verfahren. Vom 30. Juni 2003 bis zum Beginn der Kreativpause am 23. Dezember 2003 lief die Show außerdem auch montags.
Inhaltlich orientierte sich die Show an US-amerikanischen Late-Night-Shows wie der Late Show with David Letterman oder der Tonight Show.
Produziert wurde die Harald-Schmidt-Show vom Start 1995 bis zum Jahr 1998 von Brainpool, aufgezeichnet wurde im renovierten Capitol in Köln, das vorher als Kino genutzt wurde.
1998 folgte ein Wechsel der Produktionsfirma, man trennte sich von Jörg Grabosch und seiner Firma Brainpool, zugunsten von Harald Schmidts eigener Produktionsfirma Bonito TV. Im August 1998 folgte deshalb auch ein Studiowechsel, weg vom Brainpool-Studio im Capitol, hin zu einem neuen Studio genannt Studio 449, in der Schanzenstraße 39 in Köln-Mülheim.

#### Pause und Nachfolge
Ab dem 30. Juni 2003 wurde die Harald Schmidt Show werktäglich um 23.15 Uhr ausgestrahlt. Wenige Monate später, am 8. Dezember 2003, kündigte Schmidt überraschend an, ab Beginn des Jahres 2004 eine „kreative Pause“ einzulegen. Die letzte reguläre Show wurde am 23. Dezember 2003 ausgestrahlt. Ein Zusammenhang mit der Entlassung des Sat.1-Geschäftsführers Martin Hoffmann, der als enger Freund Harald Schmidts gilt, wurde vermutet; einen offiziellen Grund für das Ende der Show gab man jedoch nie bekannt. Manuel Andrack erklärte in einem Interview, dass man damals auch mutmaßte, Schmidt habe mehr Geld für die Produktion gefordert und der Vertrag sei daraufhin nicht verlängert worden. Andrack gab außerdem an, dass Schmidt damals „ausgebrannt“ gewesen sei und daher den Vertrag nicht verlängern wollte. Zur Überlastung führte laut Andrack die fünfte wöchentliche Sendung am Montag, die im Sommer 2003 eingeführt worden war. Harald Schmidt gab in einem Interview mit Roger Schawinski ebenfalls an, dass er ausgepumpt gewesen sei und der Wechsel an der Senderspitze für ihn ein Zeichen war zu gehen. Hoffmann sei aber nicht der Grund für das Ende der Show gewesen.
Nach dem eigentlichen Ende der Show am 23. Dezember 2003 folgten noch zwei neunzigminütige Sonderausgaben: Am 29. Dezember 2003 wurde „Der Jahresrückblick 2003“ gezeigt und am 8. Januar 2004 folgte noch eine Ausgabe zum 20-jährigen Jubiläum von Sat.1. Beide Sendungen ähnelte den regulären Ausgaben, so wurden die Shows durch das nur leicht veränderte Intro der Harald Schmidt Show eröffnet und auch der Aufbau der Sendungen entsprach im Wesentlichen den üblichen Ausgaben. Der Schreibtisch aus der Sendung befindet sich seit dem Ende der Show im Haus der Geschichte in Bonn.
Medienberichten zufolge belief sich das Budget der Show zuletzt auf 100.000 Euro pro Sendung, von denen 40.000 Euro direkt als Honorar an Schmidt und 60.000 Euro an Bonito für die Produktion gingen.
Am 17. Mai 2004 startete Anke Engelke auf dem ehemaligen Sendeplatz der Harald Schmidt Show eine eigene Late-Night-Show mit dem Titel Anke Late Night, die jedoch im Oktober 2004 wieder abgesetzt wurde.

### 2004–2007: Wechsel zur ARD

#### Neustart der Show in der ARD unter dem NamenHarald Schmidt

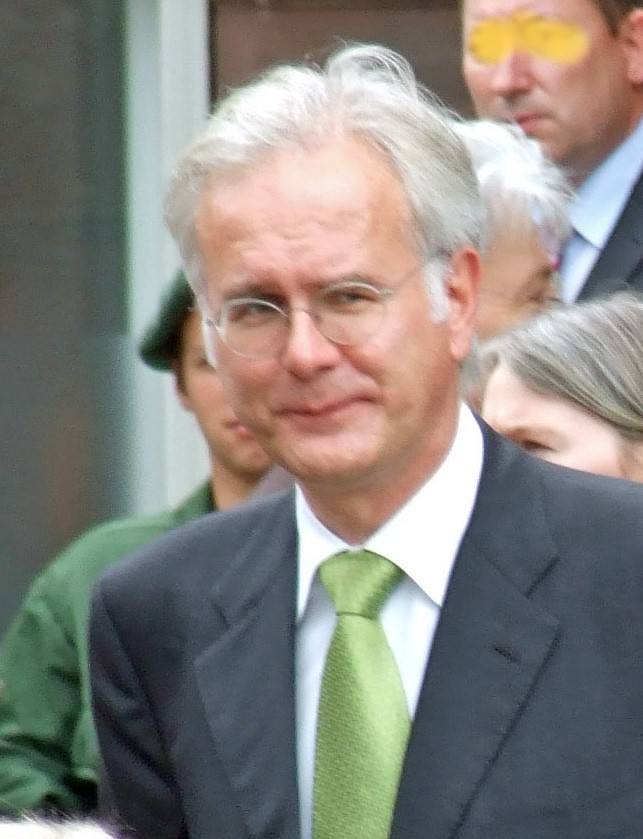
Harald Schmidt (2007)

Die ARD bekundete früh Interesse, Schmidt wieder ins ARD-Programm zurückzuholen. Wie Der Tagesspiegel berichtete, stand Schmidt nach seinem Ausstieg bei Sat.1 mit dem damaligen ARD-Vorsitzenden und NDR-Intendant Jobst Plog in Kontakt. Vertragsverhandlungen seien aber erst nach der Absetzung der von Sat.1 gesendeten Harald-Schmidt-Show-Nachfolgesendung Anke Late Night ernsthaft betrieben worden. Jobst Plog gab an, dass der Vertrag mit Schmidt zunächst bis Juli 2006 (dotiert mit ca. 9,7 Millionen Euro im Jahr) laufe. Pro Sendung standen ca. 150.000 Euro zur Verfügung, die reinen Produktionskosten wurden in Branchenkreisen auf ca. 30.000 Euro pro Show geschätzt. Die ARD gab bekannt, Harald Schmidt durch Einsparungen bei Fußballrechten finanzieren zu wollen. Die Summe wurde durch den Verzicht auf die Ausstrahlung von UEFA-Pokal-Spielen im Ersten bereitgestellt.
Die erste Sendung im Dezember 2004 war noch eine Vorab-Sendung, ausgestrahlt genau ein Jahr nach der letzten Sendung der Harald Schmidt Show auf Sat.1 und von Schmidt noch mit langem Haar und Vollbart moderiert. Die erste reguläre Sendung folgte am 19. Januar 2005. Die Sendetermine lagen zunächst regulär jeweils mittwochs und donnerstags gegen 23:00 Uhr im Ersten. Der Termin am Donnerstag fiel einmal im Monat zugunsten der Kabarett-Sendung Scheibenwischer aus. Anfang 2007 wurde die Sendezeit auf 22:45 Uhr gelegt. Die Sendung wurde in fast allen Dritten Programmen am gleichen Abend oder am Wochenende wiederholt.

#### Gestaltung der Sendungen
Die Show – nun unter dem Namen Harald Schmidt – wurde meistens wie bereits bei Sat.1 am jeweiligen Sendetag um 19 Uhr vor Publikum aufgezeichnet; bei Bedarf wurde aber auch live gesendet. Auffällig war insbesondere, dass zunächst keine Gäste mehr in die Sendung eingeladen wurden, obwohl Schmidt 2002 in der bekannten Mediendiskussionsrunde „Bertelsmann-Matinee“ Günther Jauch erklärt hatte, seine Sendung sei ohne Gäste nicht möglich und dass entgegen der allgemeinen Ansicht der „Teil mit den Gästen“ in der Regel der interessantere sei. Außerdem wurde die Dauer der Sendung von 45 Minuten auf 30 Minuten verkürzt und bis Ende 2005 in einem deutlich kleineren Studio Live on tape aufgezeichnet.
Trotz dieser Änderungen entsprach das Konzept wieder weitgehend dem der Sat.1-Vorgängersendung, wenn auch mit geringerem Anteil an Außenaktionen und Einspielfilmen. Manuel Andrack war wie in der Harald Schmidt Show wieder als Sidekick beteiligt und die sendungsbegleitende ARD-Showband bestand fast vollständig aus Musikern der Studioband der Harald Schmidt Show. Lediglich der frühere Bandleader Helmut Zerlett war nicht mehr mit dabei. Einige Monate nach dem Start der Sendung wurde auch die ebenfalls aus der Harald Schmidt Show bekannte Nathalie Licard wieder ins Ensemble aufgenommen, zunächst für unregelmäßige Gastauftritte, ab 2006 als fester Bestandteil der ARD-Showband, die sie als nicht singende Sängerin unterstützte. Zweimal unternahm die Französin einen kleinen Ausflug ins singende Fach: „Happy Birthday“ à la Marilyn Monroe mit blonder Perücke und „Im Salzkammergut“.
Schmidt führte einige Monate nach dem Start der Sendung eine künstliche „Werbepause“ als strukturelles Element ein. Notwendig war eine solche Pause nicht, da die ARD zur Sendezeit von Harald Schmidt als öffentlich-rechtlicher Sender keine Werbung ausstrahlen darf. Trotzdem kündigte Schmidt einmal pro Sendung an „Wir machen kurz Werbung“, woraufhin die Studioband – wie schon in den Werbepausen in der Sat.1-Harald Schmidt Show – ein Musikstück instrumental anspielte. Statt in einen Werbeblock zu gehen, wurde allerdings weiterhin die Band gezeigt und das gespielte Musikstück mit einer satirischen Widmung, beispielsweise aufgrund eines Jubiläums, versehen. Eingeführt wurde diese künstliche „Werbepause“ nach von mehreren Seiten geäußerter Kritik, ohne Werbeunterbrechungen sei die Sendung zu langatmig.
Die Schwerpunkte der Show wurden auf Tagesaktualität und Medienkritik verlagert. Während Harald Schmidt bei seiner vorherigen Show oft mit David Letterman verglichen wurde, rücken ihn Kritiker nun häufiger in die Nähe von Jon Stewart, dessen erfolgreiche Daily Show sich in den Vereinigten Staaten mit dem Tagesgeschehen und der Medienlandschaft auseinandersetzt. So sagte Harald Schmidt in einem Interview mit der Welt am Sonntag am 16. Januar 2005 scherzhaft über seine neue Sendung: „Harald Schmidt ist eine schwache Kopie der amerikanischen intelligenten Politsatire ‚Daily Show von Jon Stewart‘ – ohne an das Original heranzureichen.“ Harald Schmidt reagierte damit auch auf Meinungen von Fernsehkritikern, die aktuellen Sendungen seien zu langatmig.
Ohne Ankündigung hatte seit September 2005 wieder jede Sendung (mit wenigen Ausnahmen) einen Gast. Auf Nachfrage der Fritz-Moderatorin Caroline Korneli erklärte Schmidt, dass es doch noch Gäste gebe, die es seiner Ansicht nach wert wären, eingeladen zu werden.
Die letzte Ausgabe, ein 45-minütiges „Best of“, wurde am 14. Juni 2007 ausgestrahlt. Abgelöst wurde Harald Schmidt nach der Sommerpause ab dem 25. Oktober 2007 von der neuen Sendung Schmidt & Pocher, die auf eine Ausstrahlung einmal die Woche donnerstags beschränkt, aber mit 60 Minuten doppelt so lang war. Der Platz am Mittwochabend wurde für Frank Plasberg und dessen Talkshow Hart aber fair geräumt.
Schmidt & Pocher wurde von Schmidt und Oliver Pocher gleichberechtigt moderiert. Die Personalie Pocher wurde nach ihrer Bekanntgabe besonders in einigen Feuilletons kritisch bewertet. Eine Rückkehr zum Format von Harald Schmidt Show und Harald Schmidt schloss Schmidt gegenüber dem SPIEGEL bereits kurz nach der letzten Harald Schmidt-Sendung aus, da er grundsätzlich kein Interesse mehr an einer Late-Night-Show habe.

### 2009–2011: Fortsetzung in der ARD
Nach dem Ende von Schmidt & Pocher und der Rückkehr des Formats Harald Schmidt am 17. September 2009 wurde auch das Konzept der Sendung überarbeitet und die Dauer einer Show wieder auf 45 Minuten verlängert. Während Schmidt früher mit Manuel Andrack und danach mit Oliver Pocher auf einen ständigen Sidekick bzw. Co-Moderator vertrauen konnte, arbeitete er nach der Rückkehr des Formats ohne ständigen Gesprächspartner. In der zweiten Folge der Sendung am 24. September 2009 übernahm jedoch der Theaterregisseur Claus Peymann als Gast eine ähnliche Rolle. Schmidt arbeitete nun stattdessen mit einem festen Team, das in Einspielern, aber auch im Studio verschiedene Rollen übernahm. Dazu gehörten die Moderatorin Katrin Bauerfeind, der Autor und Publizist Peter Richter, der von Redaktionsleiter Ralf Kabelka verkörperte Politiker Dr. Udo Brömme sowie Caroline Korneli, Jan Böhmermann und Pierre M. Krause, die bereits in der preisgekrönten RTL-Satire-Sendung TV-Helden gemeinsam vor der Kamera standen. Zudem trat regelmäßig der Schauspieler und Regisseur Christian Brey auf, der mit Harald Schmidt am Stuttgarter Staatstheater gearbeitet hatte. Als Bandleader war Helmut Zerlett wieder Bestandteil der Show. Die Indikative (Anmoderationen) sowie Einspieler wurden nun von Pat Murphy gesprochen. Ab September 2010 verstärkten Max Giermann, der mit der Serie Switch Reloaded bekannt wurde, und Klaas Heufer-Umlauf das Team.

### 2011–2012: Fortsetzung auf Sat.1
Am 13. September 2010 wurde bekannt, dass Harald Schmidt 2011 die ARD verlässt und zurück zu Sat.1 wechselt. Dort moderierte er ab dem 13. September 2011 zweimal wöchentlich, dienstags und mittwochs um 23:15 Uhr, seine alte Sendung, Die Harald-Schmidt-Show. Das Konzept war das gleiche wie zuvor, jedoch stand Schmidt nun kein permanenter Sidekick mehr zur Seite. Produziert wurde die Show von der Kogel & Schmidt GmbH in Zusammenarbeit mit Bonito TV. In der ersten Laufzeit war ausschließlich Bonito verantwortlich. Seit 2012 wurde dreimal die Woche, auch donnerstags, aus dem Studio 449 gesendet. Zum 3. Mai 2012 wurde die Sendung auf Sat.1 wegen zu geringer Marktanteile eingestellt, wie am 28. März 2012 offiziell verkündet wurde.

### 2012–2014: Fortsetzung auf Sky
Am 1. Mai wurde bekannt gegeben, dass Sky die Sendung übernehmen wird. Änderungen am Format erfolgten keine, allein die Sendezeit wurde auf 22:15 vorverlegt. Seit dem 4. September 2012 lief die Harald Schmidt Show dreimal wöchentlich (Di, Mi, Do) auf Sky, um 22:15 Uhr auf Sky Hits, um 23:15 Uhr auf Sky Atlantic HD, einen Tag später in der Wiederholung auf Sky Comedy, und war darüber hinaus auch zeitversetzt abrufbar über die Dienste Sky Select, Sky Anytime, sowie im Internet über Sky Go.
In den ersten zwei Wochen bei Sky wurde mehrfach über extrem niedrige Quoten der Harald Schmidt Show zwischen 5.000 und 20.000 Zuschauern pro Sendung berichtet, was einer Quote von z. T. 0,00 % entspräche. Sky widersprach dem in einer Pressemeldung, dass es sich bei diesen niedrigen Zahlen allein um die Auswertung der Liveausstrahlung auf Sky Hits und Sky Atlantic HD durch die Gesellschaft für Konsumforschung und Media Control in ca. 250 willkürlich ausgewählten Testhaushalten handele und dass unter Einbeziehung sämtlicher Ausstrahlungen und Skydienste und bei einer Reichweite von 3 Mio. Abonnenten stattdessen eine durchschnittliche Zahl von 175.000 Zuschauern pro Show erzielt worden sei.
Beschwerden der Zuschauer nach den ersten Sendungen auf Sky gab es über die verkürzte Sendezeit auf rund 35 Minuten netto, die Beibehaltung einer (verkürzten) Werbeunterbrechung auch nach dem Wechsel ins Pay-TV, sowie die Ausstrahlung in traditioneller SD-Qualität, obwohl ein Großteil der Zuschauer auf Sky die Rückkehr auf den Bildschirm grundsätzlich begrüßte. Den im März 2014 regulär auslaufenden Vertrag erneuerte Sky nicht. Am 13. März 2014 wurde die letzte Harald Schmidt Show ausgestrahlt. Sie wurde zeitgleich auf YouTube kostenlos zur Verfügung gestellt. Als Gäste traten noch einmal alle Sidekicks der Sky-Ära auf.
Nach dem offiziellen Ende der Show im Fernsehen gab es im Juni 2014 eine private Harald Schmidt Show für eine Kölner Medienfirma. Die Show fand in der noch vollständig intakten alten Kulisse statt und enthielt die bekannten Elemente der Sendung; diese waren aber auf die entsprechende Kommunikationsfirma zugeschnitten (z. B.: Firmengeschichte mit Playmobilfiguren erklärt). Auf die Frage von Peter Huemer in einem öffentlichen Gespräch, ob noch weitere derartige Ausgaben folgen werden, erklärte Schmidt, dass das bekannte Bühnenbild der Sendung im Studio 449 in Köln derzeit (im November 2014) abgebaut werde und diese Ausgabe eine einmalige Veranstaltung gewesen sei. Huemer hatte vorher erwähnt, dass es Gerüchte gebe, eine Firma würde solche Shows für 150.000 Euro pro Ausgabe vermarkten wollen.

## Ablauf der Sendungen

### Grundsätzlicher Aufbau der Shows
Jede Show begann mit einem Monolog, einem Stand-up, worin Schmidt meist in satirischer Manier auf das aktuelle Tagesgeschehen einging, teilweise aber nur einen humorvollen Ausblick auf die Show und die Gäste gab. In den ersten Jahren konnte dieser Abschnitt noch weit über zehn Minuten dauern, während ab 2000 meist zwei bis fünf Minuten üblich wurden.
Nach Vorstellung seiner Band moderierte Schmidt von seinem Schreibtisch aus weiter. Bis zum Talk mit geladenen Gästen und dem Musikact im letzten Drittel der Show sorgte der Mittelteil mit Einspielern, diversen Showeinlagen und Studioaktionen für Unterhaltung.
Harald Schmidt hatte nahezu völlige Freiheit bezüglich der Show-Gestaltung.

### Studioaktionen und Showelemente
In den 18 Jahren wurde die Sendung durch häufig wiederkehrende Aktionen geprägt:
Nachgespielte Szenen und Studioaktionen
Alltagssituationen wurden teilweise sehr aufwendig nachgespielt und kommentiert (z. B.: Essen beim Italiener (31. Januar 2001), Kneipp-Kur im Studio (18. Mai 2001), Essen im Zug (5. Februar 2003), Harald backt Waffeln (2. Dezember 2003), Ein Tag im Schwimmbad (24. Juli 2003)).
Oft wurden in die Studioaktionen auch einzelne Personen aus dem Publikum eingebunden. So wurde beispielsweise in der Anfangszeit im Capitol häufig mit verteilten Rollen aus Reclam-Heften vorgelesen und Schmidt fungierte als Regisseur. Es gab auch immer wieder Fragespiele, bei denen Zuschauer Geld gewinnen konnten. In einige Aktionen wurde auch das gesamte Saalpublikum einbezogen (z. B.: Gemeindenachmittag (14. Juni 2001), Schmidt verschenkt Nordmann-Tannen an das Publikum (11. Dezember 2002)).
Harald analysiert Alltagsgegenstände und Situationen
Schmidt testete Alltagsgegenstände und Situationen und kommentierte sie (z. B.: Türklingeltest (14. Juni 2001), Waschbeckentest (13. März 2002), Stühletest (11. Oktober 2002), Regenbekleidung (3. Juni 2003), Verpflegungspakete der U. S. Army (3. April 2003), Bodenbeläge fürs Studio (4. November 2003)).
Einige dieser Experimente fanden auch auf dem Außengelände des Studios statt (z. B.: Aufprall einer Melone, Dauer bis zur Explosion verschiedener Gegenstände (13. Dezember 2000)).
Playmobil
Mit Playmobil-Figuren wurden in liebevoll ausgestatteten Spiel-Landschaften aktuelle Ereignisse, Romaninhalte und Lebensläufe dargestellt und erläutert (z. B.: Lenin in der Schweiz (15. September 1998), Apollo 11 (7. Mai 1999), Die Abenteuer des Herakles (9. Oktober 2002), Les Misérables (28. Februar 2002), Die Geschichte des Ödipus (28. März 2003), Orpheus in der Unterwelt (18. November 2003), Das Leben des Joschka Fischer (13. Dezember 2006), Geschichte der Harald Schmidt Show (4. März 2014)).
Fernsehklassiker
Harald Schmidt spielte mit dem Team oder dem Studiopublikum Fernsehklassiker nach (z. B.: Wer wird Millionär? (16. November 2000 mit Günther Jauch), Das literarische Quartett (3. Mai 2001), Am laufenden Band (18. Dezember 2002 mit Rudi Carrell), Tatort: Mord im Studio (7. Februar 2003), Dalli Dalli (18. März 2003), Pssst … (5. August 2003), Wetten, dass..? (7. November 2003)), Der Große Preis (25. Dezember 2006).
Liebling des Monats/Liebling des Jahres
Regelmäßige „Auszeichnung“ für Personen (manchmal aber auch Gegenstände), die durch etwas Besonderes im vergangenen Monat aufgefallen waren. Die Kandidaten wurden teilweise durch einen Einspielfilm von Peter Rütten vorgestellt (die „Wahl“ sollte dann immer durch „Druck auf den Knopf an der Unterseite des Fernsehsessels“ erfolgen) oder von Harald Schmidt in der Sendung präsentiert (dann stimmte meist das Studiopublikum ab). Der Liebling des Monats stand dann vier Wochen in einem Bilderrahmen auf Schmidts Schreibtisch. Am Ende des Jahres wurde aus den Lieblingen des Monats der Liebling des Jahres gewählt und dessen Bild wurde anschließend feierlich hinter der Bühne im Studio aufgehängt.
Ausflüge
Einzelne Mitarbeiter oder das Team unternahmen einen Ausflug (z. B.: Ausflug nach Weimar (14. April 1999), Mit Charlotte Roche durch London (15. Juli 1999), Manuel säuft auf der Mosel Wein (2. Juli 2003), Harald auf dem LKW-Parkplatz (25. Januar 2002), Schmidt holt das Publikum zu Hause ab (3. Mai 2012)).
Fahrt mit dem Schreibtisch
Mit Hilfe der Bluescreen-Technik machte Schmidt an seinem Schreibtisch einen Ausflug. Das Studiopublikum sah dabei lediglich Schmidt und sein Team vor einer blauen Wand agieren, da der vorher gedrehte Film von der Reise erst in der Nachproduktion eingefügt werden konnte. Conan O’Brien zeigte in seiner Sendung vom 12. November 1997 einen Ausschnitt aus Schmidts Show und wies darauf hin, dass Schmidt das Element von ihm übernommen habe (z. B.: … in den Zoo (8. Juli 1999), … auf den Drachenfels (22. Juni 2001), … in die Eifel (23. Januar 2002), … zum Kölner Karneval (26. Februar 2003)).
Bilderrätsel
Eine Aneinanderreihung von Bildern und Gegenständen, deren Namen hintereinander gelesen eine Wortgruppe oder einen Satz ergeben.
Foto-Quiz
Schmidt zeigte eine Collage aus vier Fotos und fragt das Publikum, was die gezeigten Motive gemeinsam haben.
Foto-Vergleich
Schmidt und Andrack verglichen zwei Personen, Städte oder Dinge anhand verschiedener Faktoren.
„Was sehen wir hier?“
fragte Schmidt während der Einblendung eines Standbildes und lieferte dem Publikum drei witzige Antwortvorschläge. Oft lautete die Frage auch „Was denken diese Menschen?“ oder „Was denkt er/sie?“
Harald Schmidt musiziert
Harald Schmidt interpretierte mehrfach verschiedene Musiktitel (z. B.: Bohemian Rhapsody und Somebody to Love von Queen (20. November 1996, 18. Dezember 1998); Schmidt singt Brecht (20. Februar 2002); Honky Tonk Woman von The Rolling Stones (16. Juli 2002); Harald Schmidt begleitet Anne-Sophie Mutter auf dem Klavier: Summertime von George Gershwin (14. September 2011), Frühlingslied von Mendelssohn (10. Dezember 2009), Humoreske Nr . 7 von Dvořák (18. Dezember 2013); Harald Schmidt dirigiert die Bochumer Symphoniker (24. April 2012)).
Schmidt telefoniert
Schmidt rief ahnungslose Gesprächspartner (beispielsweise Microsoft, Villeroy & Boch, das Hyatt Hotel oder den Suhrkamp Verlag) an.
Kaufbefehl
Schmidt empfahl ein Buch.
Adventskalender
In jeder Dezember-Sendung gab es ein Türchen des Adventskalenders mit besonderer Überraschung zu öffnen.
Bauernregeln
Nach dem Vorbild klassischer Bauernregeln wurde das Zeitgeschehen kommentiert.

## Protagonisten und weitere Showelemente
Neben Harald Schmidt trat in allen Shows Helmut Zerlett als Bandleader auf. Über die Jahre traten darüber hinaus in der Show eine Vielzahl fiktiver Charaktere (teilweise Mitarbeiter der Produktion) auf.

### Die Helmut-Zerlett-Band

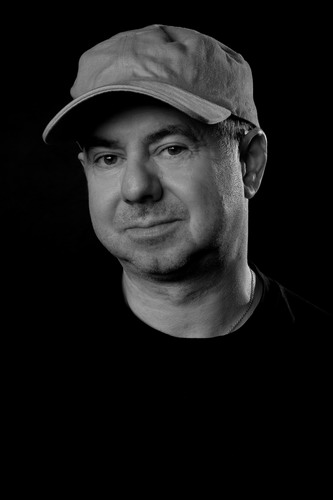
Helmut Zerlett (2009)

Die Begleitband der Show bestand bis 2003 aus folgenden Mitgliedern:
- Helmut Zerlett – Keyboards und Bandleader
- Axel Heilhecker – Gitarre
- Rosko Gee – Bass
- Antoine Fillon – Schlagzeug
- Jürgen Dahmen – Keyboards
- Thomas Heberer – Trompete
- Mel Collins – Saxophon

Neben Helmut Zerlett waren Rosko Gee und Mel Collins bis 2014 Teil der Besetzung.

### Erste Sat.1-Phase (1995–2003)

#### Anfangsjahre im KölnerCapitol(1995–1998)
- Reporter Kai Edel als selbstverliebte Ausgabe von Kai Ebel, dargestellt von Autor Peter Rütten
- Nathalie Licard war ab 7. Mai 1997 die Sprecherin des Intros
- Herr Lüdemann als Opa Lüdemann oder Fatter Teresa, dem Zwillingsbruder von Mutter Teresa, der jedoch nie eine selbstlose Handlung vollbrachte.
- Postbote Letterman (meist Peter Helf) brachte Schmidt ausgewählte Zuschauerpost an seinen Schreibtisch, nachdem der Spruch „Briefe bringt bei uns nicht irgendwer, Briefe bringt bei uns der – Letterman!“ vom Publikum zu Ende gerufen war. Der Name war außerdem eine Anspielung auf den US-amerikanischen Late-Night-Talker David Letterman
- Tee, ein Mitarbeiter im Kostüm eines Teebeutels
- Pam als Einbeziehung von Pamela Anderson in die Show, verkörpert vom deutschen Pamela-Double Ina Werner
- Unser Ossi, dargestellt von Bernd Zeller, einem der Gagschreiber der Show
- Migräneman: Harald Schmidt erleidet einen Migräneanfall und muss sich übergeben.
- Weisheiten des Konfuzius: Li und Wang, die Besitzer eines chinesischen Restaurants in unmittelbarer Nähe des Capitols, trugen deutsche Volksweisen oder Redensarten vor.[37]
- Die dicken Kinder von Landau: Regelmäßige Serie, in der von Harald Schmidt ein kurzer, meist völlig unlustiger, Satz verlesen wurde. Der Name bezog sich auf die Stadt Landau in der Pfalz. Anlass war eine Fernsehübertragung tanzender übergewichtiger Landauer Kinder bei einer Karnevalssitzung im Jahr 1995.[38]
- Bimmel und Bommel: zwei Sockenpuppen, welche den Zusehern im Stil einer Kindersendung das Alphabet näher brachten. Als Wortbeispiele verwendeten sie aber vorwiegend anzügliche oder politisch nicht korrekte Begriffe oder Namen schlimmer Krankheiten und landeten letztlich immer beim „Guten A“.
- Todesfalle Haushalt: Ein Prolet, ein älterer Herr und eine ältere Frau hatten in diesen Einspielern skurrile Haushaltsunfälle. Die Geschichte um den älteren Mann war am Anfang immer die Gleiche: „Wie noch jeden Tag sitzt Anton Hänseler in seinem Sessel im Wohnzimmer und denkt an seine Zeit bei der Wehrmacht…“
- Staatsbürgerkunde: Schmidt erklärte Begriffe aus Politik und Wirtschaft auf leicht verständliche Art. Der Titel war eine Anspielung auf ein Unterrichtsfach Staatsbürgerkunde in der DDR.
- Der Capitol-Clan: hielt den Zuschauer über vermeintliche Intrigen und üble Machenschaften im Team der Show auf dem Laufenden. Neben Randszenen, die u. a. belegen, dass Schmidt für ein Zubrot seine Mutter Waltraut auf den Strich schickt, geht es vornehmlich darum, wie einzelne Mitarbeiter versuchen, Schmidt den Rang abzulaufen und dafür sogar Schläger oder Auftragskiller gegen Unterbezahlung anheuern. Vorlagen sind hier Der Denver-Clan und Dallas.

- Frau Asenbaum, Harald Schmidts Mutter Waltraut Schmidt
- Schmidts türkischer Chauffeur Üzgür
- Jörg Grabosch, der damals echte Produzent der Harald Schmidt Show; er spielte sich selbst
- Maria Mercedes Smeralda de Santiago Escordial, sie spielte die Rolle von Harald Schmidts Freundin Inge

#### Umzug in dasStudio 449(1998–2000)
Mit dem Auszug aus dem Capitol und dem Umzug in das Studio 449 wurden die Figuren des Capitol Clan aufgegeben. Viele Protagonisten blieben jedoch auch nach dem Wechsel der Produktionsfirma und des Studios erhalten.
- Peter Rütten als Kai Edel gehörte weiterhin zum Ensemble
- Bimmel und Bommel und Die dicken Kinder von Landau waren weiterhin zu sehen
- Dr. Udo Brömme, der fiktive CDU-Politiker, dargestellt von Autor Ralf Kabelka
- Weisheiten des Konfuzius: Li und Wang traten weiter auf
- Horst, der unsichtbar ist und vor Manuel Andrack als eine Art Sidekick fungierte
- Der irre Witzeerzähler – Anrufer, der Schmidt Witze erzählte (Stimme von Peter Rütten)
- 1000 Meisterwerke: Kunstbetrachtung meist aktueller Fotos. Persiflage der WDR-Sendung 1000 Meisterwerke.

#### Showfamilie(2000–2003)
Nach dem Ende der Sommerpause 2000 wurden die Einspielfilme noch weiter zurückgefahren und es entwickelte sich zunehmend eine „Showfamilie“ aus Mitarbeitern, die als Protagonisten und Gesprächspartner nun regelmäßig vor die Kamera traten.

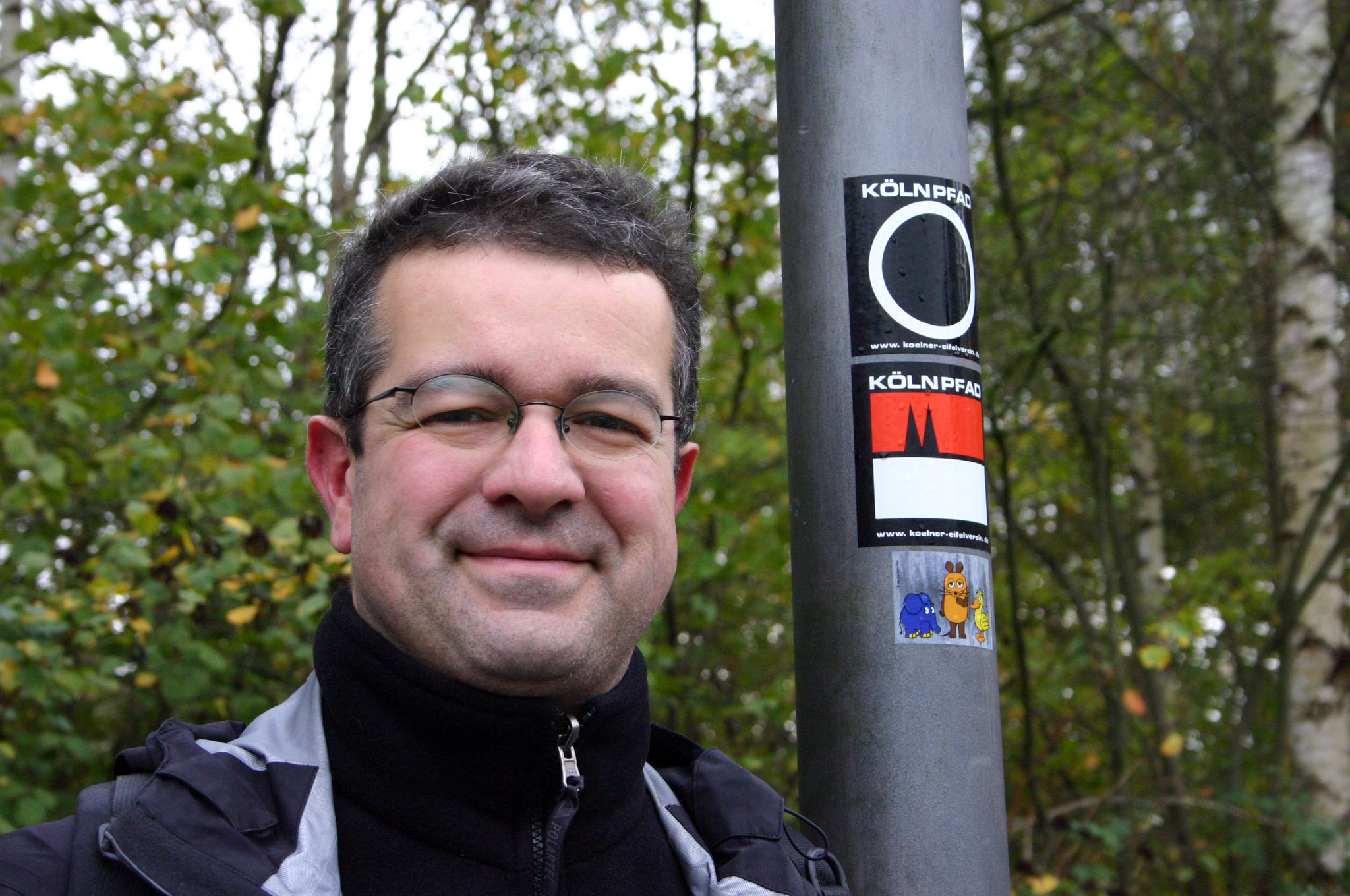
Manuel Andrack

- Manuel Andrack, Redaktionsleiter und ab 30. August 2000 als Sidekick
- Suzana Novinščak, Cue Card Girl (Kartenhalterin)
- Sven Olaf Schmidt, Requisiteur Der scharfe Sven (er brachte Schmidt auch sein Wasser)
- Helmut Zerlett als Bandleader und Außenreporter
- Nathalie Licard als Sprecherin des Intros und als Außenreporterin
- Chefautor Peter Rütten war Sprecher der meisten Einspielfilme
- Markus Paßlick berichtete über die Pflanzen- und Tierwelt
- Wichteln: Suzana, Manuel, Helmut und Harald losten kurz vor Weihnachten aus, wer welches Gruppenmitglied beschenken sollte. Bei der „Bescherung“ kam es meist zu Streit aufgrund der ausgewählten Geschenke.
- Das große Harald-Manuel-Helmut-oder-Suzana-Quiz: Hella von Sinnen rät, wer welches Jugenderlebnis hatte.
- Projekt 04/06: Berichte aus der Welt des Fußballs als Vorbereitung auf die Fußball-EM 2004 und die WM 2006
- Kochen was Kinder gerne mögen: Schmidt kocht an seinem Schreibtisch einfache Gerichte (Fischstäbchen, Spaghetti) für Kinder.

### Erste ARD-Phase (2004–2007)
- Manuel Andrack als Sidekick

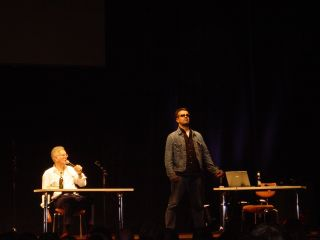
Harald Schmidt und Manuel Andrack am 15. April 2005 mit dem Programm Einspruch in Karlsruhe.

- ARD-Showband – ohne Bandleader Zerlett, bestand aber zum Großteil aus den Musikern der alten Band
- Egon Hoegen als Sprecher des Intros und diverser Einspielfilme
- Nathalie Licard als Sängerin der ARD-Showband
- „Werbung“: nach wenigen Shows eingeführte „Werbepause“, in der die ARD-Showband Musik zu einem bestimmten Thema oder Anlass spielte.

### Zweite ARD-Phase (2009–2011)
- Helmut Zerlett wieder als Bandleader
- Katrin Bauerfeind
- Peter Richter
- Ralf Kabelka als Politiker Dr. Udo Brömme
- Caroline Korneli als Außenreporterin
- Jan Böhmermann
- Pierre M. Krause
- Klaas Heufer-Umlauf
- Max Giermann
- Charly Wagner, der ehemalige WDR-Nachrichtensprecher, erzählte mit Märchenonkelstimme „Klassiker des Herrenwitzes“.

### Zweite Sat.1-Phase (2011–2012)
Nach der Rückkehr zu Sat.1 traten in der Show folgende Personen regelmäßig auf.
- Helmut Zerlett, der weiterhin der Bandleader war, trat anfangs auch als Sidekick auf
- Jan Böhmermann, Klaas Heufer-Umlauf, Pierre M. Krause, Jürgen Vogel als wechselnde Sidekicks
- Olli Dittrich als „Überraschungsgast“
- Nathalie Licard; ab März 2012 wieder Sprecherin des Intros; darüber hinaus wurde sie nun auch oftmals anderweitig eingesetzt.
- Pat Murphy; Sprecher vieler Indikative und Einspieler und bis März 2012 Sprecher des Intros
- Charly Wagner erzählte weiterhin „Klassiker des Herrenwitzes“.
- Katrin Bauerfeind verlas anfangs noch die Bauernregeln
- Markus Zimmer als „Butler Markus“ diente anfangs als Sidekick[40]
- „Sichter“ Christian, der meist über die Jagd berichtete
- Weisheiten des Konfuzius: Deutsche Volksweisen, vorgetragen von Pat Murphy und Lucio Büser
- Schmidt kommentierte immer wieder die ARD-Show Gottschalk Live

### Wechsel zu Sky (2012–2014)
Vom Beginn der 17. Staffel im September 2012 bis zum Ende der Show im Mai 2014 standen Schmidt wiederum wechselnde Sidekicks zur Seite:
- Nathalie Licard; auch Off-Stimme des Intros
- Mirjam Weichselbraun
- Stefanie Stappenbeck
- Judith Richter
- Olli Dittrich; Er wurde stets mit der Frage: „Ist denn Olli Dittrich schon da?“ begrüßt
- Jürgen Vogel
- Klaas Heufer-Umlauf
- Pierre M. Krause; präsentierte auch Neuigkeiten aus der aktuellen Presse
- Bastian Bielendorfer
- Charly Wagner erzählte weiterhin „Klassiker des Herrenwitzes“
- „Sichter“ Alex und „Sichter“ Christian stellen aufgespürte Video-Clips vor

## Bemerkenswerte Sendungen
Erste Sat.1-Phase
- 30. August bis 5. September 1997: Die Harald-Schmidt-Show wurde eine Woche lang aus Berlin von der Internationalen Funkausstellung gesendet. Dazu wurde Schmidts Studio auf dem IFA-Gelände nachgebaut. Erstmals war auch eine Videowand Bestandteil der Dekoration, die später in das reguläre Bühnenbild übernommen wurde. Das Intro in diesen Folgen sprach Ina Werner. Li und Wang traten erstmals live im Studio auf.
- 25. November 1999: Prince trat als musikalischer Gast in der Harald-Schmidt-Show erstmals im deutschen Fernsehen auf.
- 15. Mai 2000: Schmidt moderierte große Teile der Sendung vom Laufband und interviewte dabei Georg Uecker und Helge Schneider. Selbst in den Werbepausen wurde Schmidt per Split Screen weiter eingeblendet.
- 25. Mai 2001: In der langen „Radio-Nacht“ sah man nach dem Stand-up nur noch das Standbild eines alten Radios und die Sendung wurde im Stil einer Radiosendung gestaltet.
- 13. Juni 2001: In der Show wurde der Text Claus Peymann kauft sich keine Hose, geht aber mit essen von Benjamin von Stuckrad-Barre als Dramolett aufgeführt. Er ist eine Persiflage auf das Dramolett von Thomas Bernhard Claus Peymann kauft sich eine Hose und geht mit mir essen und war in der FAZ erschienen. Claus Peymann wurde von Harald Schmidt gespielt, Benjamin von Stuckrad-Barre spielte sich selbst und Manuel Andrack übernahm die Rolle des Hosenverkäufers.[42] Im November 2001 wurde das Stück auch am Berliner Ensemble aufgeführt.[43]
- 25. September 2001: Die erste Ausgabe nach dem 11. September 2001 wurde mit dem Grimme-Preis ausgezeichnet. Schmidt erhielt den Preis, weil er als erster die bis dahin ausschließlich zu hörende „Betroffenheitslyrik“ zugunsten einer eigenständigen satirischen Aufarbeitung des Themas aufgegeben[44] und damit zu einer angemesseneren Form der Auseinandersetzung gefunden habe.[45] Schmidt hatte zwei Wochen pausiert, wodurch ihm ein Ausfall von einer Million Euro entstanden war.[46]
- 19. Dezember 2001: Schmidt erklärt an einem Modell den Zugverkehr am Bahnhof Nürtingen.
- 28. Mai 2002: Die Sendung wurde komplett in französischer Sprache produziert. Untertitel wurden nur während des Anfangsmonologs eingeblendet. Für die Show erhielt Schmidt 2003 den Deutsch-Französischen Journalistenpreis. Diese Show en français wurde etwa eine Woche später auf ARTE mit einer Einleitung von Nathalie Licard sowie durchgängigen Untertiteln für die gesamte Show wiederholt.
- 22. November 2002: Anlässlich eines Miles-Davis-Abends moderierte Schmidt nach kurzer Begrüßung die restliche Sendung, also auch große Teile des Stand-up, mit dem Rücken zum Publikum. Er nahm sich hier den Jazz-Musiker Davis zum Vorbild, welcher ebenfalls bei Auftritten seine Jazztrompete abgewandt vom Publikum spielte. Schmidt sprach zum Thema ausführlich mit Thomas Heberer, der damals Mitglied der Helmut-Zerlett-Band war.
- 7. Februar 2003: Schmidt klärte im Rahmen einer 35-minütigen Tatort-Hommage den fiktiven Mord an Helmut Zerlett auf.
- 18. September 2003: Obgleich auch die vierstündige Übertragung mit Anke Engelke, Bastian Pastewka und Olli Dittrich von einer Schiffstour auf dem Rhein mit der Loreley von Bingen nach Boppard als legendär gilt, gab es wegen einiger Längen der Sendung auch Kritik. Selbst Schmidt zeigte sich später unzufrieden mit dem Sendeablauf. Die Idee zur Show wurde aus den USA übernommen. Late-Night-Host Conan O’Brien moderierte dort die erste Late Night Show der Welt auf einem Schiff und fuhr auf einem Circle Line Boat um Manhattan.

Außerdem versuchte er in einer Episode die Aussage eines Kollegen zu verifizieren, ob es tatsächlich das Publikum langweile, einem schweigenden Moderator ununterbrochen dabei zuzusehen, wie dieser minutenlang mit nichts anderem als Nüsse knacken beschäftigt sei.
Erste ARD-Phase
- 23. Dezember 2004: Einstündige Sonderausgabe zum Start der Sendung Harald Schmidt im Ersten. Schmidt moderierte mit Vollbart und langen Haaren.
- 17. und 18. August 2005: Zwei Sondersendungen zum Besuch des Papstes Benedikt XVI. anlässlich des Weltjugendtages 2005 in Köln.
- 29. April 2006, Akademikerinnenspezial: Schmidt hatte 2005 Akademikerinnen dazu aufgerufen bis Jahresende schwanger zu werden. Sie erhielten unter anderem Karten für die Fußball-Weltmeisterschaft 2006 in Deutschland. Zuvor hatte es aufgrund des Vergabeverfahrens Probleme gegeben, die Eintrittskarten zu besorgen.[47]

Zweite ARD-Phase
- 24. September 2009: Claus Peymann nahm die Position des Sidekicks ein.

Zweite Sat.1-Phase
- 24. April 2012: Die Bochumer Symphoniker unter der Leitung von Steven Sloane übernahmen die musikalische Begleitung der Show.

## Auszeichnungen
- 1997

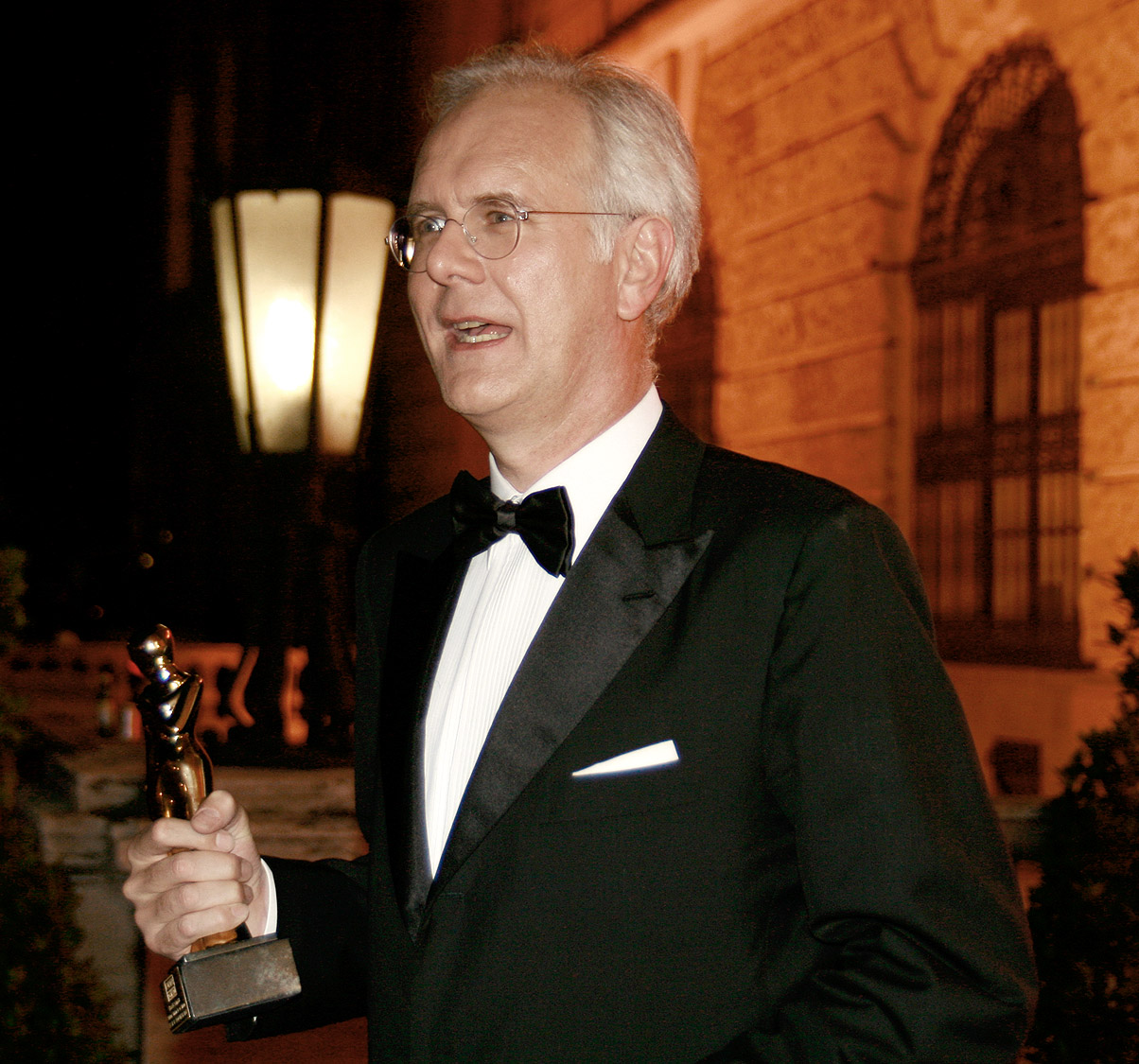
Romyverleihung in der Wiener Hofburg, 2011

- Adolf-Grimme-Preis 1997 für die Sendung vom 5. Dezember 1996 (Show zum einjährigen Bestehen der Sendung)
- Goldener Löwe – Bester Showmoderator für Harald Schmidt für die Moderation der Harald Schmidt Show
- Telestar – Bester Showmoderator für Harald Schmidt für die Moderation der Harald Schmidt Show

- 1999

- Bayerischer Fernsehpreis für Die Harald Schmidt Show
- Goldene Romy für Die Harald Schmidt Show

- 2002

- Adolf-Grimme-Preis 2002 im Wettbewerb Spezial für die Sendung vom 25. September 2001 (erste Show nach den Terroranschlägen von New York)
- Goldene Kamera 2002 in der Kategorie Entertainment für „Satirische Abendunterhaltung auf hohem Niveau“
- Goldene Feder zusammen mit Manuel Andrack – Harald Schmidt nahm aus Protest gegen den Moderator der Preisverleihung Johannes B. Kerner, wegen dessen Berichterstattung über den Amoklauf von Erfurt, nicht teil.

- 2003

- Deutscher Fernsehpreis – Beste Comedy für Die Harald Schmidt Show
- Deutsch-Französischer Journalistenpreis in der Kategorie Fernsehen für „Le show en français“ vom 28. Mai 2002

## Wiederholungen und Veröffentlichungen auf DVD
Die Folgen der ersten Sat.1-Phase (1995–2003) wurden bereits mehrfach wiederholt, unter anderem auf N24 und 9live. Seit 2006 wurde die Show zunächst auf dem Pay-TV-Sender Sat.1 Comedy gezeigt und später vom Nachfolgesender Sat.1 emotions übernommen. Für die Wiederverwertung wurden sämtliche Überleitungen in die Werbepausen herausgeschnitten und teilweise durch die immer gleichen Einblendungen des Publikums kaschiert.
Im Jahr 2000 erschien die DVD Harald Schmidt – Respektlos und rezeptfrei mit kurzen Szenen aus den Shows. Nach dem Ende der Sat.1-Phase wurden zwei Best-of-DVDs veröffentlicht, auf denen ebenfalls Ausschnitte zu sehen waren.
2012 veröffentlichte Turbine Home Video die DVD-Box Die Harald Schmidt Show – Die ersten hundert Jahre mit ausgewählte Shows und Aktionen aus der ersten Sat.1-Phase sowie Bonusmaterial auf sieben DVDs. 2014 folgte die Zusammenstellung Die zweiten hundert Jahre mit ähnlichem Inhalt auf sechs DVDs. 2015 wurden die Inhalte aus beiden Sets in einer Blu-ray-Box  Viel Bestes aus zweihundert Jahren auf zwei Blu-rays (in Standardauflösung) veröffentlicht.
Best-of-Veröffentlichungen der ersten beiden ARD-Jahre (2005 und 2006) mit Ausschnitten, jeweils sechs kompletten Shows und Zusatzmaterial, erschienen im Vertrieb von Constantin Film auf jeweils zwei DVDs.

## Rezeption
Die Show wurde in ihrer ersten Sat.1-Phase regelmäßig im Feuilleton besprochen und insbesondere von Schriftstellern aus dem Bereich der Popliteratur rezipiert. Rainald Goetz schrieb in seinem Internet-Tagebuch Abfall für alle (1999 als Buch erschienen): „Das, was für die alte Bundesrepublik etwa Hans Magnus Enzensberger und Adorno erledigt haben, bringt heute also, – minimale Übertreibung, aber im Prinzip stimmts –, Harald Schmidt unter die Leute.“ Goetz war im Dezember 2009 in der ARD-Show zu Gast. Er begründete darin seine Faszination für Schmidts frühere Show mit ihrer gesellschaftlichen Funktion als der „maßgeblichen Stelle, die spricht“, die sie für ihn zusammen mit der FAZ hatte.
Benjamin von Stuckrad-Barre befasste sich in seinem Buch Remix (1999) im Kapitel Gagschreiber ausführlich mit seiner Zeit als Gag-Autor bei der Harald-Schmidt-Show. Er berichtet, dass für den Stand-up fünf feste und zehn freie Autoren beschäftigt wurden, die für jeden gesendeten Witz 175 DM erhielten. Die Witze mache aber erst Schmidt „fernsehreif“, die Autoren lieferten nur die Rohmasse. Die Interviews am Ende jeder Show seien eigentlich keine, sondern „Talkshow-Parodie-Miniaturen“. Die Show beschreibe niemals die Hintergründe, sondern allein den Anschein: „Wir sind das Gegenteil von Journalismus. Da ist also ein (1!) Grundgedanke in einem Thema, ganz simpel, und der Rest muß dann ausgedacht, gesponnen, zugespitzt werden. Auf der Basis von Klischees.“ Niemand werde „initial denunziert“, es werden stattdessen mit bekannten Themen und Aussagen gearbeitet. Die Herausforderung beim Gag-Schreiben bestehe darin „Bekanntes zu verfeinern, minimal die Schraube anzuziehen, gerade dann, wenn ein Thema so richtig ‚durch‘ ist.“
In Anspielung auf seinen früheren Sender Sat.1 verwendete Schmidt den vom Historiker Paul Nolte etablierten Begriff „Unterschichtenfernsehen“ und machte ihn damit populär. Schmidt erklärte jedoch, den Ausdruck künftig nicht mehr zu benutzen. Er wolle die Wahrnehmung seiner Person angesichts der großen Medienwirkung des Begriffs nicht wieder mit einem Klischee verbunden sehen.
Der im Jahr 2023 erschienene Podcast „About Schmidt Show“ mit Mike Neu und Manuel Andrack bespricht die letzten Geheimnisse um die Harald-Schmidt-Show.
Ebenfalls 2023 standen Ereignisse rund um die Sendung vom 26. September 2001, in der Kim Frank Interviewgast war, im Zentrum der vielbeachteten Dokumentarfilmreihe ECHT – Unsere Jugend um den Aufstieg und Fall einer Schülerband in der deutschen Musik- und Medienlandschaft um die Jahrtausendwende.

### Literarische Rezeption
- Benjamin von Stuckrad-Barre: Remix. Verlag Kiepenheuer & Witsch, Köln 1999, S. 59–68, ISBN 3-462-02854-5.
- Rainald Goetz: Abfall für Alle. Roman eines Jahres, 1999, ISBN 3-518-41094-6.
- Rainald Goetz: Dekonspiratione. Suhrkamp, Frankfurt, 2000, ISBN 3-518-41122-5.

### Sachbücher
- Mariam Lau: Harald Schmidt – Eine Biografie. Ullstein, Berlin, 2003, ISBN 3-548-36675-9.
- Kay Sokolowsky: Late Night Solo, Die Methode Harald Schmidt. Aufbau Taschenbuch Verlag, Berlin 2004, ISBN 3-7466-7044-6.